# Jacques Baudier
Jacques Baudier (ou Jacky Baudier), né dans le 10e arrondissement de Paris le 27 décembre 1921 et mort à Noyers le 11 janvier 2018 est un athlète français.
Sportif médaillé dans les catégories vétérans et juge sportif international, il est le fils de Maurice Baudier, footballeur de l'équipe de France.

## Biographie
Après avoir pratiqué le basket-ball dans son enfance, Jacques Baudier obtient un titre de champion de Paris junior dans les années 30. Il quitte la capitale durant la Deuxième Guerre mondiale pour aller à Buisson-de-May. Revenu à Paris à la Libération, il renoue avec le basket-ball, jouant puis devenant entraîneur.
Jacky Baudier devient entraîneur d'athlétisme, devenant une figure du sport pacéen en entrainant durant 50 ans,. La piste d’athlétisme de la ville a été nommée en son honneur en 2009. 
Fondateur de l'ESVE Pacy Menilles Basket et de l'ESVE Athlétisme de Pacy-sur-Eure.

## Palmarès

### National (vétérans)
Jacques Baudier remporte 10 titres de champion de France et 10 titres de vice-champion de France.
| Date | Épreuve | Résultat |
| ---- | ------- | -------- |
| 1979 | 100 m   | 1er      |
| 1979 | 200 m   | 1er (RF) |
| 1980 | 100 m   | 1er      |
| 1980 | 200 m   | 1er      |
| 1981 | 100 m   | 2e       |
| 1982 | 200 m   | 1er      |
| 1982 | Poids   | 1er      |
| 1982 | Disque  | 2e       |
| 1983 | 100 m   | 2e       |
| 1983 | Poids   | 2e       |
| 1984 | 100 m   | 1er      |
| 1984 | Poids   | 1er      |
| 1984 | Disque  | 2e       |
| 1986 | Poids   | 2e       |
| 1987 | 100 m   | 1er      |
| 1998 | Poids   | 2e       |
| 1998 | Disque  | 2e       |
| 1999 | Poids   | 2e       |
| 1999 | Disque  | 2e       |

### International (vétérans)
Jacques Baudier participe à plusieurs compétitions internationales : les championnatsd'Europe en 1978 en Italie, 1982 en France, 1984 en  Grande-Bretagne, 1988 en Italie et 1992 en Norvège. Il participe à des éditions des championnats du monde, en 1979 en Allemagne de l'Ouest, 1985 en Italie et 1987 en Australie.

### Juge
Jacques Baudier est juge international. En 1973 et 1975, il officie lors des  rencontres France-Angleterre et en  1994 lors de France-Russie. Il est également juge lors des championnats de France des épreuves combinées.
1997 - 2001  En équipe de France 4x100 en Australie[Quoi ?]